# Clontarf RFC
El Clontarf RFC es un equipo de rugby de Irlanda con sede en el barrio de Clontarf de la ciudad de Dublín en la provincia de Leinster.
Participa en la All-Ireland League, el principal torneo de rugby de la Isla de Irlanda, el torneo que agrupa a equipos tanto de la República de Irlanda como los de Irlanda del Norte.

## Historia
Fue fundado en 1876, desde 1903 participa en la Leinster Senior Cup, la cual ha obtenido siete veces el principal campeonato de la provincia de Leinster.
Desde el año 1997 compite en la All-Ireland League en la cual ha logrado cuatro campeonatos, el último en el año 2025.

## Palmarés
- All-Ireland League (4): 2013–14, 2015–16, 2021-22, 2024-25

- Leinster Senior Cup (7): 1935-36, 1998-99, 2001-02, 2005-06, 2007-08, 2014-15, 2024-25

- Leinster Senior League (1): 1991-92

## Jugadores destacados
- Martin Leslie
- Gary Teichmann
- Joey Carbery